# Now, Diabolical
Now, Diabolical er et album fra det norske black metal-band Satyricon. Albummet indeholder singlerne "K.I.N.G." og "The Pentagram Burns".

## Track listing
| Nr. | Titel                                                                                               | Længde |
| --- | --------------------------------------------------------------------------------------------------- | ------ |
| 1.  | ""K.I.N.G.""                                                                                        | 3:36   |
| 2.  | ""The Pentagram Burns""                                                                             | 5:38   |
| 3.  | ""A New Enemy""                                                                                     | 5:47   |
| 4.  | ""The Rite Of Our Cross""                                                                           | 5:45   |
| 5.  | ""That Darkness Shall Be Eternal""                                                                  | 4:46   |
| 6.  | ""Delirium""                                                                                        | 5:38   |
| 7.  | ""To The Mountains""                                                                                | 8:09   |
| 8.  | ""Storm (Of The Destroyer)" (Century Media America CD, Roadrunner Japan CD & Vinyl LP Bonus Track)" | 2:50   |